# Chebanate
Chebanate, ook wel Souk el Had (Berbers: ⵛⴱⴻⵏⴻⵜ, Arabisch: سوق الاحد الشبانات) is een dorp in de Marokkaanse provincie Sidi Kacem. De naam Souk el Had betekend De Zondagsmarkt. De omringende steden en dorpen rond Souk el Had zijn Sidi Kacem, Sidi Slimane en Bir Taleb.
Souk el Had kent vooral veel landbouw; met name sinaasappelbomen. De grootse regio van Souk el Had, Douar Draid, heeft een basisschool en een middelbare school. In 2009 werd het dorp getroffen door een overstroming.

## Inwoners
Souk el Had heeft volgens de laatste telling in 2004 een bevolking van 10.618 inwoners en 1709 huishoudens.